# Girolamo Prigione
Girolamo Prigione, (Castellazzo Bormida, 12 de octubre de 1921 - Alessandria, 27 de mayo de 2016) fue un prelado italiano de la Iglesia católica.

## Biografía
Prigione nació en Castellazzo Bormida. 
Fue ordenado sacerdote el 18 de mayo de 1944. 
Fue nombrado arzobispo titular de Lauriaco así como nuncio apostólico de El Salvador y Guatemala el 27 de agosto de 1968. 
Fue consagrado obispo el 24 de noviembre de 1968. 
También fue nuncio en Ghana y Nigeria. 
Posteriormente, fue nombrado delegado apostólico en México el 7 de febrero de 1978, convirtiéndose en el primer nuncio apostólico en México cuando las relaciones diplomáticas con la Santa Sede se restauraron en 1992. Se retiró el 2 de abril de 1997.
El 27 de mayo de 2016 falleció en su casa de reposo situada en la ciudad de Alessandria.